# Пшемкув
Пшемкув (пол. Przemków, нем. Primkenau)  —  город  в Польше, входит в Нижнесилезское воеводство,  Польковицкий повят.  Имеет статус городско-сельской гмины. Занимает площадь 5, 67 км². Население 6 874 человек (на 2006 год).